# Ermida de Santa Rosa
A Ermida de Santa Rosa é uma ermida portuguesa localizada em Viterbo, na freguesia de São Roque (Ponta Delgada), concelho de Ponta Delgada, na ilha açoriana de São Miguel.
Este antigo templo já vem citado na “Margarita Animata”, de Francisco Afonso Chaves e Melo, devendo, portanto, ter sido edificado antes de 1723 o que se pode facilmente atestar pela sua arquitectura.
No ano de 1810, esta ermida era pertença de André de Sousa Moniz Tavares, de Rosto do Cão, conforme seu testamento de 3 de Fevereiro daquele ano.
É de supor que tenha sido pouco depois adquirida por Veríssimo José Pacheco, chaveiro da Alfândega de Ponta Delgada e recebedor da Fazenda na ilha de São Miguel, o qual, segundo tradição conservada na família, construiria as casas anexas (ou talvez as restauraria,  pois pelo estilo têm todo o aspecto de serem do século XVIII).
Seja como for, o referido Veríssimo José Pacheco, ao proceder a tais obras introduziu-lhes reminiscências suíças, bem evidentes nas três mansardas salientes no tecto da casa.
De facto Veríssimo Pacheco esteve na Suíça, constando que foi pessoa muito viajada.
Era oriundo da ilha Terceira, filho de Francisco Xavier Luís e de sua mulher Isidora Bernarda Pacheco.
Após a morte do referido Veríssimo José Pacheco,  a ermida passou a D. Plácida Cândida de Aguiar Pacheco, sua sobrinha, a qual a transmitiu a seu filho primogénito Dr. Veríssimo Manuel de Aguiar Cabral, célebre jurisconsulto e governador civil de Ponta Delgada que de sua mulher D. Maria Teresa Caupers M. de Faria e Maia teve uma filha.
o Dr. Veríssimo Freitas da Silva, foi o seu último proprietário.